# Бачија (Источна Србија)
Бачија је традиционална, добровољна заједница сеоских домаћинстава, власника овчарских стада ради сезонског заједничког чувања оваца или коза, као и муже и прераде млека. Ова установа која потиче још из старог века одржала се за време Римског царства, Византије, у оквиру српских средњовековних држава, Турског царства и до данашњих дана пратила бурну историју на Балкану у 19 и 20 веку, а да се у смањеном обиму и у траговима још увек може срести по пространствима североисточне Србије.
У западној Србији сличне насеобине називају се катуни, а обичај издиг или здиг. Пракса сезонске сеобе стоке — бачијање или издиг, односно здиг, уврштена је 2024. године на листу нематеријалног културног наслеђа Србије. Слична пракса у многим деловима Европе позната је под именом трансхумација и 2019. године уврштена је на Унескову листу нематеријалног културног наслеђа света.

## Етимологија
Реч „бачија” потиче од румунске речи „бачи” (рум. baci), што значи чобанин.

## Организација бачије
Удруживање у бачије се углавном заснива на родбинској вези или комшијским односима и карактеристично је за сеоске ишпаше односно утрине у планинским и потпланинским областима, а други је начин организовања на већим приватним или сеоским ливадама углавном у нижим пределима где су интерес и близина испаше били пресудни разлози заинтересованих домаћинстава за бачијање.
По традицији бачије се организују у дане који су везани за велики хришћански и народни празник сточара - Ђурђевдан и то у дане: на сам празник, прва субота после Ђурђевдана (ђердапско подручје), од понедељка или четвртка (злотско и зајечарско подручје), а у околини Бољевца најчешће је почињало око Видовдана.
Установа бачије присутна је у источном делу балканског полуострва и данас, уз одређене модификације, се одржава на пашњацима Старе и Суве планине, Власине, Црне Траве и области Јужног Поморавља, бачије су заступљене у суседној Македонији, Бугарској, Румунији, у карпатским областима Словачке, у Пољској, а постоје неке сличности у начину сточарења и прераде млека код народа на Балкану и на Кавказу. 
Злотске бачије почињу увек после Ђурђевдана и то понедељком или четвртком. У суседним областима, бољевачком, зајечарском, крајинском и ђердапском постоје разлике око почетка бачијања. У зајечарским селима бачије су раније, док је било више пашњака, формиране средином маја (као и Злотске), док се данас као последица преоравање пашњака почетак бачијања померио на крај јуна или почетак јула. У Неготинској крајини бачије се организују обично четвртком или суботом. У једној групи села ђердапског подручја бачија се формира на сам Ђурђевдан, док се на пример у селима Добри и Брњици у прву суботу после Ђурђевдана.
"Договореног дана бачијаши догоне из села своје овце у планину и предају их чобанину који их смешта у струје (торове). Овце се увече обавезно музу да би сутрадан на мерењу (влашки: масурата) била одређена тачна количина млека. Први дан бачије је изузетно свечан и тада се после масурата (мерење млека) одређује којим ће се редом смењивати бачијаши односно бач и бачића из једног домаћинства који прерађују млеко. Први је онај ко има највише оваца а последњи са најмањим бројем оваца односно најмањом количином помузеног млека. На злотским бачијама сваки бачијаш добије 20 пута више млека од количине помужене на масурату. Док се у Неготинској Крајини у ђердапском насељима задржава мерење прве муже, у влашком селима крај Тимока после 1900 године деоба се обавља тако што се за сваку овцу даје једна ведрица (гаљата) млека. Када се сви бачијаши обреде (ако није договорен други или трећи круг) свако долази по своје овце и бачија се растура."
Трајање бачије у Источној Србији је зависило од паше и броја оваца или коза и трајала је дуже док је испаша била већа, број домаћинстава мањи а број стоке већи. Она је увек дуже трајала у вишим а краће у нижим селима. Углавном је започињала маја месеца (око Ђурђевдана, Спасовдана или о Духовима), а растурала се крајем августа (Велика Госпођа) односно до Митровдана (Горњане), а негде је трајала до половине септембра. Карактеристично је да се организује пре свега ради производње млека, а не ради његове прераде. За бачије у овим селима заједничко је то што су организоване и за овце и за козе.
На Дубашници и Малинику 2001. године је било 27 бачија, а 2017 у Бољетину код Мајданпека их је било само 8, на Брезовици 2019. године, на Кучајским планинама ја организована бачија са 160 оваца из 15 породица из Подгорца, Боговине и Злота.

## Бачије у другим крајевима Србије
Забележено је да су у време турског господарства бачије најчешће биле својина турских паша, бегова или ага који су били власници најбољих, најугледнијих и најбогатијих пашњака и сувата. За потребе бачијања они су подизали на пасиштима читаве насеобине са свим потребним и удобностима. То су била стална бачила, чији су трагови овде-онде и касније виде на падинама Шаре, што је имало карактеристике катунског сточарства. 
Забележени су примери да су у то време заједно бачијали Срби и Турци. Након особођења овај посао се развија нешто живље код Срба, мада је запажена и појава, да су Турци, после ослобођења Јужне Србије, нарочито желели и тражили заједничко бачијање са Србима. Да бачијање буде добро припремљено, бачијари или ортаци имали су добро особље за прераду млека, без којега је овај посао потпуно немогућ. Осим господара бачију су састављали још: ћаја, бач, фичор, котарџија, сулакџија, одаџија, редари и чобани.
У Динарској области је карактеристична организација сточарства на катуну. Катун је организација летњег пасишта односно заједница станишта и радионица (бачија) на том пасисту у вези са радом око стоке и сточарске производње.
Основна разлика између бачијског и катунског сточарења је да на катунима сточари заједно изгоне стоку на планинске испаше али је индивидуално чувају и свако домаћинство посебно прерађује млеко, затим да се катуни граде као трајније грађевине за становање (катуни) и карактеристично је више за планинске крајеве јужне Србије, Македоније, Шар-планине и Динарску област, док се у планинама североисточне Србије користила најчешће привремена станишта за бачијање и специфична организација чувања оваца и прераде млека.
И поред смањивања броја бачија и оваца, може се закључити да се у североисточној Србији ипак спорадично задржало организовање бачија, које карактерише низ традиционалних елемената:
- задржао	се начин поделе млека на основу количине	добијене првог дана мерења (масурата)	као и веровање да је количина млека	помузено на Ђурђевдан (односно на	почетном дану) идентична надаље овој	на масурату.
- подела	рада на бачије иста је и у прошлости и	данас, мушкарци чувају стадо, жене	прерадјују млеко
- колективни	обреди првог дана се традиционално	изводе за живот и здравље оваца
- поштују	се и даље строги сексуални табуи
- у	употреби су и даље примитиван облик	станишта и покућства
- традиционална	техника прераде млека се и даље користи
- обичајно	право је и даље важеће право
- елементи	савремених иновација јављају се само	спорадично и не утичу на друштвену и	економскоу организацију бачије
- на	већини бачија нема кључева а ни крађе,	овце не воле неправду нека виша сила	кажњава сваког ко покуша да наруши	давно успостављени ред и поверење.